# Tipula (Bellardina) schizomera
Tipula (Bellardina) schizomera is een tweevleugelige uit de familie langpootmuggen (Tipulidae). De soort komt voor in het Nearctisch en Neotropisch gebied.